# Calvaser, Sibiu
Calvaser, alternativ Calvasăr sau Călvasăr, (în germană Kaltwasser, în trad. "apa rece", în maghiară Hidegvíz) a fost o localitate în județul Sibiu, deființată la sfârșitul secolului al XX-lea și înglobată în localitatea Șeica Mare.

## Imagini

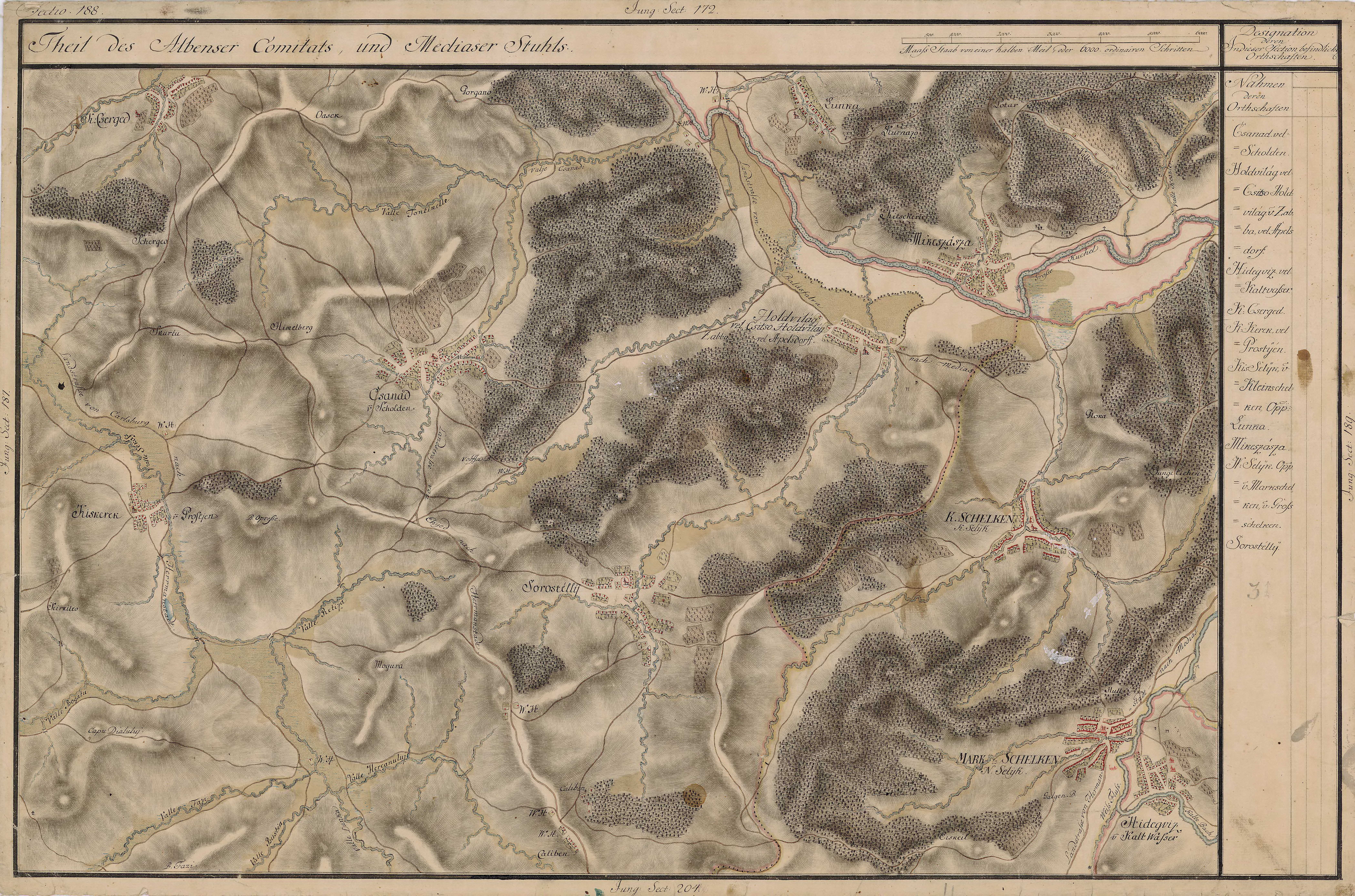
Calvaser în Harta Iosefină a Transilvaniei, 1760-1773